# Naissance en 877
Naissance
- 873
- 874
- 875
- 876
- 877
- 878
- 879
- 880
- 881

Cette page dresse une liste de personnalités nées au cours de  l'année 877 :
- Engelberge (femme de Guillaume le Pieux), noble française puis nonne au monastère Saint-Sixte de Plaisance.
- Eutychius d'Alexandrie, patriarche melkite d'Alexandrie.
- Ibn Fadlân, lettré d’origine arabe, membre de l’ambassade du Calife de Bagdad.
- Fujiwara no Kanesuke,  poète de waka du milieu de l'époque de Heian et membre de la noblesse japonaise.
- Wang Geon, 1er roi de Goryeo.
- Liu (en), impératrice, femme de Li Maozhen (en).
- Luo Shaowei (en) gouverneur militaire chinois.
- Pi Guangye (en), ministre chinois (Wuyue).
- Rudesind I (en), évêque de Dumio.
- Wang Rong (en), seigneur de guerre de la dynastie Tang.

## Crédit d'auteurs
- Cet article est partiellement ou en totalité issu de l'article intitulé « 877 » (voir la liste des auteurs).